# Макак Давида
Мака́к Дави́да, или тибе́тский мака́к (лат. Macaca thibetana) — вид приматов семейства мартышковых.

## Описание
У макак Давида плотная, бурая шерсть. Лицо вокруг носа безволосое и имеет светло-серые бакенбарды и бородку. Голая кожа на лице окрашена у самца в бледно-розовый, а у самки в ярко-розовый цвет. Длина тела этих животных составляет примерно от 51 до 71 см, хвост длиной примерно от 4 до 14 см. Самцы значительно тяжелее от 14 до 17,5 кг чем самки, которые весят от 9 до 13 кг.

## Распространение
Макаки Давида живут в южном Китае, область распространения простирается от восточного Тибета, провинций Сычуань и Юньнань до провинции Гуандун. Их жизненное пространство — это леса, такие как влажные джунгли, а также горные леса вплоть до высоты 2000 м.

## Образ жизни
Макаки Давида активны днём и проводят большую часть жизни на земле. Как и большинство макак они живут в группах, которые состоят из нескольких самцов, множества самок и их совместного потомства. Оба пола в пределах группы проявляют выраженную иерархию, которая выражена в том числе и в уходе за шерстью и в последовательности размножения.

## Питание
Это всеядные животные, и всё же основу их питания составляют плоды. Они питаются также цветками, семенами, листьями, а также насекомыми и мелкими позвоночными животными.

## Размножение
Через примерно 165-и дневного периода беременности самка рожает единственного детёныша. У них чёрно-серая шерсть, которая принимает окраску взрослых только в возрасте примерно 2-х лет. Через 6—12 месяцев детёныши отлучаются от матерей и в возрасте 2,5—7 лет они становятся половозрелыми. Продолжительность жизни на воле составляет примерно 20 лет.

## Угрозы
Драки между взрослыми, особенно самцами, являются обычным источником травм, а иногда и смерти, а детёныши и подростки также часто становятся жертвами разочарованных взрослых. Тем не менее, самая серьёзная угроза тибетским макакам исходит от человека. Иногда они отравляются гербицидами и пестицидами во время еды, а также заражаются болезнями, передающимися от человека. Имеет место незаконное браконьерство с использованием мяса и меха макаки. В Китае макаки Давида находятся под охраной, тем не менее область их распространения раскололась из-за неконтролируемой застройки прилегающих территорий. Особенно крупные популяции имеются, к примеру, в горах Эмэйшань в Сычуань. Вид причислен МСОП к видам, близким к уязвимому положению и внесён в Приложение II к Конвенции о международной торговле видами дикой фауны и флоры, находящимися под угрозой исчезновения (СИТЕС).